# Pygolampis sericea
Pygolampis sericea är en insektsart som beskrevs av Carl Stål 1859. Pygolampis sericea ingår i släktet Pygolampis och familjen rovskinnbaggar. Inga underarter finns listade i Catalogue of Life.